# Chefs des Zoulous avant 1816
 (août 2022).
Si vous disposez d'ouvrages ou d'articles de référence ou si vous connaissez des sites web de qualité traitant du thème abordé ici, merci de compléter l'article en donnant les références utiles à sa vérifiabilité et en les liant à la section « Notes et références ».
Les chefs des Zoulous avant 1816 sont les dirigeants de la tribu zoulou avant la formation du Royaume zoulou par Chaka kaSenzangakhona en 1816. Très peu d'informations sont disponibles sur eux car ils sont connus uniquement grâce à la tradition orale, le peuple zoulou n'ayant pas développé l'écriture jusqu'à l'arrivée des missionnaires européens à la fin du XVIIe siècle.

## Mnguni
Inkosi Mnguni est le père historique du peuple Nguni à qui le folklore donne quatre descendants, Zoulou, Swazi, Ndebele et Xhosa, dont ont émergé les communautés des Zoulous, des Swazis, des Ndébélés et des Xhosas. Il est inscrit dans la lignée des rois zoulous par leur monarque actuel. Selon la tradition, il est venu du Nord-Est il y a environ 1 000 ans.

## Malandela kaLuzumana
Malandela kaLuzumana est un chef nguni dont on ne connait pas les dates de naissance et de décès. Il succéda à son père Luzumana au début du XVIIe siècle.

## Ntombela kaMalandela
Ntombela kaMalandela est un chef nguni dont on ne connait pas les dates de naissance et de décès. Il succéda à son père Malandela à la fin du XVIIe siècle.

## Zulu kaNtombela
Zulu kaNtombela, fils de Ntombela kaMalandela, est le fondateur et le chef du clan zoulou vers 1709.
Quand son père meurt, son frère aîné Qwabe revendique sa terre, ce qui l'oblige à partir avec sa mère Nozinja pour trouver un endroit où s'établir. Il conduit ses partisans au sud du bassin de la rivière Mkhumbane, près du fleuve Umfolozi, où il crée le KwaZulu ou « Lieu du ciel ».

## Gumede kaZulu
Gumede kaZulu est le chef des Zoulous qui succède à son père Zulu au début du XVIIIe siècle.

## Phunga kaGumede (vers 1667-1727)
Phunga kaGumede est le chef des Zoulous qui succède à son père Gumede au début du XVIIIe siècle. Il meurt en 1727.

## Mageba kaGumede (vers 1667-1745)
Mageba kaGumede est le fils de Gumede, il naît vers 1667. Il succède à son frère jumeau Phunga à la mort de celui-ci en tant que chef des Zoulous et règne d'environ 1727 à environ 1745. Cette succession entre frères proches est reflétée par des références dans la poésie zoulou comme Zulu ka Phunga no Mageba ! (en français : « Zoulous, fils de Phunga et Mageba ! »).

Il a au moins deux fils : Ndaba qui lui succéda comme roi et Mpangazitha. Ce dernier épouse sa cousine et c'est de ce mariage que le clan Ntombela descend. Mageba meurt vers 1745.

## Ndaba kaMageba
Ndaba kaMageba est le chef des Zoulous qui succède à son père Mageba aux environs de 1745. Il règne jusqu'en 1763.

## Jama kaNdaba (vers 1727-1781)
Jama kaNdaba, né vers 1727, est le chef des Zoulous qui succède à son père Ndaba en 1763. Il règne jusqu'à sa mort en 1781. Il épouse, entre autres, Mthaniya Sibiya qui lui donne son successeur, Senzangakhona. Son nom est dérivé du mot zoulou qui signifie « contenance sévère ».

## Senzangakhona kaJama (vers 1762-1816)
Senzangakhona kaJama, né vers 1762, est le chef des Zoulous qui succède à son père Jama en 1781. Il règne jusqu'à sa mort en 1816.

## Sigujana kaSenzangakhona (mort en 1816)
Sigujana kaSenzangakhona, est le chef des Zoulous qui succède à son père Senzangakhona en 1816. Sa mère est Bhibhi kaSompisi (vers 1780-1840). C'est le successeur légitime de son père, mais il est tué par son demi-frère Ngwadi alors qu'il se baigne dans une rivière sur la demande de son demi-frère Chaka, afin que ce dernier puisse prendre sa place à la tête des Zoulous.